# Marina Amaral

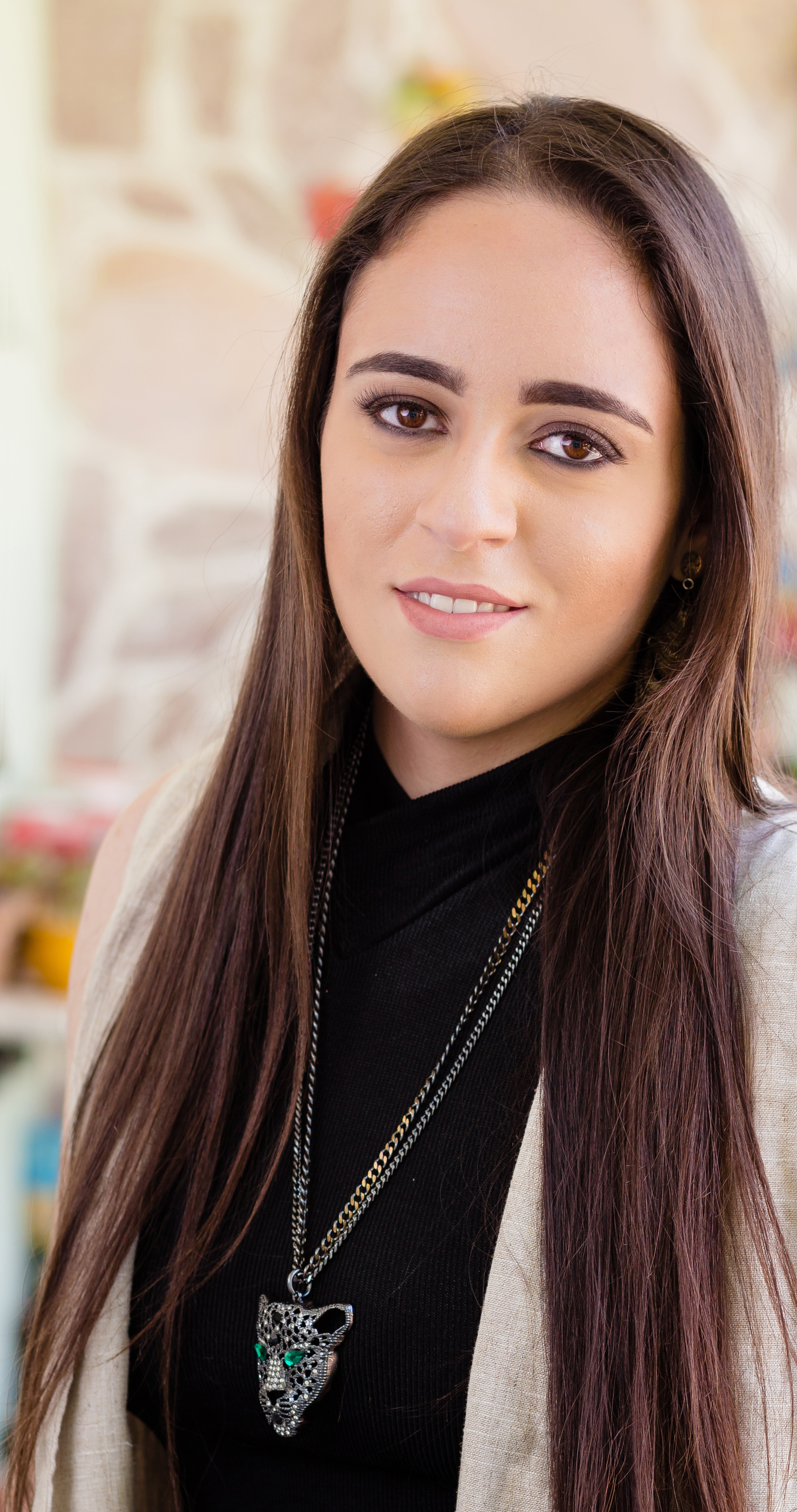
Marina Amaral (2017)

Marina Amaral (geboren 1994 in Belo Horizonte) ist eine brasilianische Coloristin.

## Leben
Marina Amaral begann ein Studium der Internationalen Beziehungen, das sie 2015 zugunsten ihrer Berufstätigkeit aufgab. Amaral erlernte den Umgang mit den Photoshop-Techniken im Selbststudium.
Amaral erarbeitete zusammen mit dem britischen Populärhistoriker Dan Jones das Buch The Colour of Time. A New History of the World, 1850–1960, das 200 von ihr bearbeitete zeitgenössische Fotos enthält. Das Buch erschien im Sommer 2018.
Amarals Colorierung des vom Häftlingsfotografen Wilhelm Brasse im KZ Auschwitz 1942 oder 1943 aufgenommenen Häftlingsfotos der vierzehnjährigen Polin Czesława Kwoka erregte Anfang 2018 eine große Aufmerksamkeit in den Medien.